# The Cambridge History of China
The Cambridge History of China ist eine Buchreihe der Cambridge University Press (CUP) zur älteren und neueren Geschichte Chinas, die seit 1978 erscheint. Sie wurde als die „größte und umfassendste Geschichte Chinas in englischer Sprache“ bezeichnet.
Die Serie wurde ursprünglich von dem britischen Historiker Denis C. Twitchett und dem amerikanischen Historiker John K. Fairbank in den späten 1960er Jahren konzipiert, die Veröffentlichung begann 1978. Die vollständige Geschichte soll fünfzehn Bände umfassen, einige Bände bestehen aus zwei Teilen. Eine chinesische Übersetzung der Bücher ist ebenfalls verfügbar.
Ein 1999 veröffentlichter separater Band, The Cambridge History of Ancient China von Michael Loewe und Edward L. Shaughnessy, ergänzt die Reihe, indem er die Zeit vor der Kaiserzeit abdeckt.

## Übersicht
Die einzelnen Bände der Reihe sind:
1. The Ch’in and Han Empires, 221 BC–AD 220 (herausgegeben von Michael Loewe und Twitchett), Cambridge 1986, ISBN 978-0-521-24327-8. (Qin-Dynastie und Han-Dynastie)
2. The Six Dynasties, 220–589 (herausgegeben von Albert E. Dien und Keith N. Knapp). Cambridge 2019.
3. Sui and T’ang China, 589–906 AD, Part 1 (herausgegeben von Twitchett), Cambridge 1979, ISBN 978-0-521-21446-9 (Sui-Dynastie und Tang-Dynastie);
4. Sui and T’ang China, 589–906 AD, Part 2 (unveröffentlicht)
5. The Sung Dynasty and its Precursors, 907–1279, Part 1 (herausgegeben von Paul Jakov Smith und Twitchett), Cambridge 2009, ISBN 978-0-521-81248-1. (Fünf Dynastien und Zehn Reiche, Song-Dynastie): The Sung Dynasty and its Precursors, 907–1279, Part 2 (herausgegeben von Twitchett und John W. Chaffee und Twitchett), Cambridge 2015, ISBN 978-0-521-24330-8. (Song-Dynastie, 960–1279 AD, zur Regierung, Wirtschaft, Justiz, Bildung, Gesellschaft und Philosophie)
6. Alien Regimes and Border States, 907–1368 (herausgegeben von Twitchett und Herbert Franke), Cambridge 1994, ISBN 978-0-521-24331-5. (Nördliche Staaten der Kitan (Chitan) der Liao-Dynastie, Jin-Dynastie der Jurchen, Westliche Xia-Dynastie der Tanguten und mongolische Yuan-Dynastie)
7. The Ming Dynasty, 1368–1644, Part 1 (herausgegeben von Frederick W. Mote und Twitchett), Cambridge 1988, ISBN 978-0-521-24332-2. (Ming-Dynastie)
8. The Ming Dynasty, 1368–1644, Part 2 (herausgegeben von Twitchett und Frederick W. Mote), Cambridge 1998, ISBN 978-0-521-24333-9. (Ming-Dynastie)
9. The Ch’ing Empire to 1800, Part 1 (herausgegeben von Willard J. Peterson), Cambridge 2003, ISBN 978-0-521-24334-6. (Qing-Dynastie zur Zeit von Nurhaci bis Qianlong); The Ch'ing Dynasty to 1800, Part 2. Cambridge 2016. ISBN 978-0-521-24335-3.
10. Late Ch’ing 1800–1911, Part 1 (herausgegeben von John K. Fairbank), Cambridge 1978, ISBN 978-0-521-21447-6. (Die letzten 111 Jahre der Mandschu-Herrschaft)
11. Late Ch’ing 1800–1911, Part 2 (herausgegeben von John K. Fairbank und Kwang-Ching Liu), Cambridge 1980, ISBN 978-0-521-22029-3.
12. Republican China, 1912–1949, Part 1 (herausgegeben von John K. Fairbank und Twitchett), Cambridge 1983, ISBN 978-0-521-23541-9.
13. Republican China, 1912–1949, Part 2 (herausgegeben von John K. Fairbank und Albert Feuerwerker), Cambridge 1986, ISBN 978-0-521-24338-4.
14. The People’s Republic, Part 1: Emergence of Revolutionary China, 1949–1965 (herausgegeben von Roderick MacFarquhar and John K. Fairbank), Cambridge 1987, ISBN 978-0-521-24336-0.
15. The People’s Republic, Part 2: Revolutions Within the Chinese Revolution, 1966–1982 (herausgegeben von Roderick MacFarquhar und John K. Fairbank), Cambridge 1992, ISBN 978-0-521-24337-7.